# Aiden Shaw
Aiden Finbar Brady mais conhecido como Aiden Shaw (Londres, 22 de fevereiro de 1966) é um escritor, modelo, ator e ex-ator pornô britânico, conhecido por aparecer em muitos filmes pornográficos gays.

## Biografia
Aiden Shaw estudou arte na Universidade de Brighton e estudou no ano seguinte em Harrow College of Higher Education: cinema, televisão, fotografia e vídeo.
Ele começou a se prostituir e no início dos anos 90 ele foi para Los Angeles e começou a trabalhar em pornografia gay. Ele fez mais de cinquenta filmes para Falcon Studios, Catalina Films e Studio 2000.
Além de seus livros, Aiden escreveu e produziu dois álbuns de música, cantou Aiden’s Shaw's Whatever, e produziu Nina Silvert Does Aiden Shaw, junto com a artista (e colaboradora de longa data) Nina Silvert. Em 2007, Aiden Shaw obteve um mestrado em Escrita Criativa na Goldsmiths, University of London. Em 2009, depois de aprofundar suas habilidades literárias na Goldsmiths, ele publicou: Sordid Truths: Selling My Innocence for a Taste of Stardom que seria seu melhor livro até hoje. Em 2011, ele se preparou para ser professor de inglês. Em 2012, ele começou uma carreira como modelo e assinou com a Success Models (Paris). Ele então apareceu na GQ e Lui.

## Carreira de ator pornográfico
Brady mudou seu nome para "Shaw" quando começou a trabalhar em pornografia gay no início dos anos 90 e apareceu em mais de 50 filmes. Ele se aposentou da indústria pornô em 1999. Mas em 2004, ele estrelou em outro filme pornô gay com Hot House.

## Carreira de escritor
Em 1991, Shaw colaborou com o artista de Nova Iorque, Mark Beard, para produzir uma edição limitada chamada Aiden. O livro incluiu vários retratos de Shaw, com texto escrito por Beard e Shaw como uma forma de diálogo.
Shaw publicou seu primeiro romance, Brutal, em 1996. Também em 1996, The Bad Press publicou uma coletânea de seus poemas, If Language at the Same Time Shapes and Distorts our Ideas and Emotions, How do we Communicate Love? Ele escreveu mais dois romances; Boundaries (1997) e Wasted (2001), e uma autobiografia, My Undoing (2006) em que ele discute abertamente sua vida na indústria do sexo como estrela pornô e trabalhador do sexo, seu uso de drogas e seu status de HIV (Shaw foi diagnosticado HIV positivo em 1997).

## Carreira de modelo
Shaw assinou com a Success Models em Paris e Sight Management Studio em Barcelona. Shaw foi fotografado por Giampaolo Sgura para a revista Hercules International. Em 2013, ele foi o rosto da empresa de moda polonesa Bytom. Em 2014, Shaw desfilou para Berluti. Shaw foi destaque da marca de moda masculina da Nova Zelândia, Working Style, para a campanha Outono Inverno 2014. Em 2016, Shaw voltou ao seu nome de nascimento enquanto continuava a modelar marcas internacionais como Massimo Dutti.

## Obras publicadas
- Brutal (Millivres Books, 1996) ISBN 1-873741-24-3
- If Language at the Same Time Shapes and Distorts Our Ideas and Emotions, How Do We Communicate Love? (The Bad Press, 1996) ISBN 0-9517233-4-0
- Boundaries (Brighton: Millivres Prowler Group 1997) ISBN 1-873741-48-0
- Wasted (Brighton: Millivres Prowler Group, 2001) ISBN 1-902852-34-6
- My Undoing: Love in the Thick of Sex, Drugs, Pornography, and Prostitution (New York: Carroll & Graf, 2006) ISBN 0-7867-1743-2
- Sordid Truths: Selling My Innocence for a Taste of Stardom (Alyson Books, 2009) ISBN 1-59350-137-4

## Filmografia (pornográfica)
- Addiction 1 (Falcon Studios|Jocks Video Pac 115)
- Addiction 2 (Jocks Video Pac 116)
- Backroom, The (Falcon Studios|Falcon Video Pac 96, 1995)
- Best of Derek Cruise, The (compilation)
- Best of Joey Morgan (Catalina compilation)
- Blockbuster Cocks (compilation)
- Boot Black 2: Spit Shine
- Breakaway (Jocks Video Pac 60)
- Cocktales: Sex in Bars (Catalina compilation)
- Colossal Cocks 4 (Catalina)
- Descent
- Forced Entry (Studio 2000)
- Grand Prize (Falcon Video Pac 82, 1992)
- Grease Guns (1993)
- Hand Jobs (Catalina)
- Hard Body Video Magazine 4 (Men of Odyssey)
- Hot Pursuit (Falcon Video Pac 80) a
- Hot Wired 2: Turned On (Falcon Video Pac 148) a
- Midnight Sun (Mustang Video Pac 12)
- More Catalina Studs (Catalina compilation)
- New Pledgemaster (Jocks Video Pac 65, 1995)
- On the Mark
- Palm Springs Paradise (Catalina)
- Perfect Fit
- Roll in the Hay (Jocks Video Pac 61)
- Secret Sex (Catalina)
- Sex in the Great Outdoors 4 (Catalina compilation)
- Summer Buddies (Falcon Video Pac 83)
- Voice Male (Catalina)

## Prêmios
- Grabby Awards melhor novo talento em 1991.[18]